# 20 Golden Greats (álbum de The Beach Boys)
20 Golden Greats es un álbum de compilación de veinte grandes éxitos por la banda estadounidense The Beach Boys. Este solo se publicó en el Reino Unido.

## Historia
Fue lanzado en junio de 1976 por el sello EMI con el catálogo EMTV1. Este álbum contiene veinte canciones del período 1962 a 1969, de su época más comercial. Primero en 1987 fue reeditado en CD, por su sello original Capitol, y más tarde en 2001 fue reeditado junto a toda la discografía del grupo, otra vez por Capitol, en el formato de CD, pese a esta rendición, o a la anterior, no es destacado en su discografía estadounidense. Aunque ni en el 1976 o en su reedición del 1987 y 2001 haya sido bien vendido en los Estados Unidos, en el mundo fue un gran éxito, llegó al número uno en listas de álbumes británicos, ganando el disco de platino en el Reino Unido, Suiza, Austria y el disco de oro en Alemania.

## Características
El álbum tiene canciones solo de la década de 1960 incluyendo el último sencillo de esta década "Break Away" de 1969. Empezando con canciones que fueron exitosos sencillos, como "Surfin' U.S.A." de 1963, el primer número uno "I Get Around" de 1964, el segundo número uno "Help Me, Rhonda" de 1965, el tercer número uno "Good Vibrations" de 1966 que también fue número uno en el país de origen de este álbum, y "Do It Again" de 1968 que fue se segundo número uno en el Reino Unido (no siendo así en los Estados Unidos que solo llegó al puesto n.º 20). Todas las canciones de este álbum fueron editadas  en sencillos, ya sean lados A o B, y se encuentran bien ordenadas cronológicamente.

## Portada
La tapa del álbum es un surfista surfeando una ola en el mar, este mar es algo verdoso, y en la parte de arriba una letras en color azul que dicen: The Beach Boys (y más abajo), 20 Golden Greats.

## Lista de canciones
Todas las canciones escritas y compuestas por Brian Wilson y Mike Love, excepto donde se indica. 
| Lado A |                                                          |          |  |
| N.º    | Título                                                   | Duración |  |
| 1.     | «Surfin' U.S.A.» (Chuck Berry y Brian Wilson)            |          |  |
| 2.     | «Fun, Fun, Fun»                                          |          |  |
| 3.     | «I Get Around»                                           |          |  |
| 4.     | «Don't Worry Baby» (Roger Christian y Wilson)            |          |  |
| 5.     | «Little Deuce Coupe» (Christian y Brian Wilson)          |          |  |
| 6.     | «When I Grow Up (To Be a Man)» (Brian Wilson)            |          |  |
| 7.     | «Help Me, Rhonda»                                        |          |  |
| 8.     | «California Girls»                                       |          |  |
| 9.     | «Barbara Ann» (Fassert)                                  |          |  |
| 10.    | «Sloop John B» (Tradicional, arreglada por Brian Wilson) |          |  |

| Lado B |                                                       |          |  |
| N.º    | Título                                                | Duración |  |
| 11.    | «You're So Good to Me»                                |          |  |
| 12.    | «God Only Knows» (Tony Asher y Brian Wilson)          |          |  |
| 13.    | «Wouldn't It Be Nice» (Asher y Brian Wilson)          |          |  |
| 14.    | «Good Vibrations»                                     |          |  |
| 15.    | «Then I Kissed Her» (Barry, Greenwich y Phil Spector) |          |  |
| 16.    | «Heroes & Villains» (Van Dyke Parks y Brian Wilson)   |          |  |
| 17.    | «Darlin'»                                             |          |  |
| 18.    | «Do It Again»                                         |          |  |
| 19.    | «I Can Hear Music» (Barry, Greenwich y Spector)       |          |  |
| 20.    | «Break Away» (Dunbar y Brian Wilson)                  |          |  |

- En varios países como Estados Unidos y España se editó como álbum doble con diez canciones por disco.

## Recepción
20 Golden Greats se editó el 10 de julio de 1976 e ingresó en la posición n.º 21, siete días después ya se encontraba en el puesto n.º 3, para la otra semana se encontraba en el n. º 1 en ventas, por muchas semanas se mantuvo en esa posición, siguió apareciendo en las listas británicas hasta el 7 de septiembre de 1983, habiendo estado 84 semanas en listas. Este éxito de venta produjo que para el 1 de agosto de 1976 al álbum se lo certifique con disco de platino en el Reino Unido.